# Mateusz Świdnicki
Mateusz Świdnicki (ur. 10 sierpnia 2001 w Częstochowie) – polski żużlowiec.

## Kariera
14 września 2016 na torze w Rybniku zdał egzamin na licencję „Ż”. W 2017 podpisał pierwszy kontrakt z Włókniarzem Częstochowa. W jej barwach 8 kwietnia 2018 roku w zremisowanym 45:45 meczu przeciwko GKMowi Grudziądz 2018 roku zadebiutował w Ekstralidze. Skończył ten mecz bez punktów. Pierwszy ligowy punkt zdobył dwa tygodnie później w meczu przeciwko Falubazowi Zielona Góra. Był to jego jedyny punkt w tamtym sezonie. Łącznie wystąpił w nim w trzech meczach.
W sezonie 2019 startował jako gość w wówczas II–ligowych Wilkach Krosno.
Do startów w Ekstralidze Świdnicki powrócił w sezonie 2020. Był to dla niego znacznie lepszy sezon niż ten sprzed dwóch lat. Zakończył go bowiem ze średnia biegową wynoszącą 1,114. Jego drużyna nie awansowała jednak do fazy play-off. W 2020 reprezentował Polskę w Pucharze Europy Par do lat 19, gdzie zdobył brązowy medal.
Był rezerwowym podczas obu rund Grand Prix 2021 w Lublinie. Okazję do startu miał w dwóch biegach drugiej z lubelskich rund. Zakończył je bez zdobyczy punktowej. Rywalizował też w Indywidualnych mistrzostwach świata juniorów 2021. Z dorobkiem 31 punktów zakończył je na 4. miejscu. Sezon w Ekstralidze skończył ze średnią biegową 1,694. Był pod tym względem trzecim najlepszym zawodnikiem swojej drużyny i trzecim najlepszym juniorem w całej lidze. Jeździł również jako gość w Kolejarzu Opole.
Od sezonu 2022 Świdnicki jest również zawodnikiem Dackarny Målilla. Jest to jego pierwszy zagraniczny kontrakt w karierze. 7 września 2022 został Młodzieżowym Indywidualnym Mistrzem Polski. W biegu dodatkowym pokonał obrońcę tytułu Jakuba Miśkowiaka oraz Wiktora Lamparta. Włókniarz Częstochowa ze Świdnickim w składzie wygrał dwumecz o trzecie miejsce z Apatorem Toruń i zdobył brązowe medale DMP. Świdnicki zakończył sezon ze średnią biegową 1,462 co dało mu 37. miejsce wśród zawodników sklasyfikowanych.
Do sezonu 2022 jako junior reprezentował Włókniarz Częstochowa, w sezonie 2023 jeździł w barwach Wilków Krosno jako zawodnik U-24.
Swoją karierę zakończył 6 maja 2025, meczem Ekstraligi U24 między Włókniarzem Częstochowa a Spartą Wrocław, zdobywając 1 punkt z bonusem.

## Starty w Grand Prix (indywidualnych mistrzostwach świata na żużlu)

### Punkty w poszczególnych zawodachGrand Prix
| Sezon 2021       |                  |                     |                     |                    |                    |                      |                      |                   |                   |                   |         |         |         |         |         |         |         |         |         |         |         |        |        |        |        |        |        |        |        |        |        |        |
| GP Czech – Praga | GP Czech – Praga | GP Polski – Wrocław | GP Polski – Wrocław | GP Polski – Lublin | GP Polski – Lublin | GP Szwecji – Målilla | GP Rosji – Togliatti | GP Danii – Vojens | GP Polski – Toruń | GP Polski – Toruń | miejsce | miejsce | miejsce | miejsce | miejsce | miejsce | miejsce | miejsce | miejsce | miejsce | miejsce | punkty | punkty | punkty | punkty | punkty | punkty | punkty | punkty | punkty | punkty | punkty |
| –                | –                | –                   | –                   | –                  | 0                  | –                    | –                    | –                 | –                 | –                 | 33      | 33      | 33      | 33      | 33      | 33      | 33      | 33      | 33      | 33      | 33      | 0      | 0      | 0      | 0      | 0      | 0      | 0      | 0      | 0      | 0      | 0      |

| Statystyki        | Statystyki |
| ----------------- | ---------- |
| Starty            | 1          |
| Zwycięstwa        | 0          |
| Miejsca na podium | 0          |
| Finalista         | 0          |
| Punkty            | 0          |

## Starty windywidualnych mistrzostwach świata juniorów
Stan na 1 października 2022
| Sezon 2021 |         |           |         |         |         |         |         |         |         |         |         |        |        |        |        |        |        |        |        |        |
| Stralsund  | Krosno  | Pardubice | miejsce | miejsce | miejsce | miejsce | miejsce | miejsce | miejsce | miejsce | miejsce | punkty | punkty | punkty | punkty | punkty | punkty | punkty | punkty | punkty |
| 9          | 10      | 12        | 4       | 4       | 4       | 4       | 4       | 4       | 4       | 4       | 4       | 31     | 31     | 31     | 31     | 31     | 31     | 31     | 31     | 31     |
| Sezon 2022 |         |           |         |         |         |         |         |         |         |         |         |        |        |        |        |        |        |        |        |        |
| Praga      | Cardiff | Toruń     | miejsce | miejsce | miejsce | miejsce | miejsce | miejsce | miejsce | miejsce | miejsce | punkty | punkty | punkty | punkty | punkty | punkty | punkty | punkty | punkty |
| 7          | 1       | 14        | 8       | 8       | 8       | 8       | 8       | 8       | 8       | 8       | 8       | 22     | 22     | 22     | 22     | 22     | 22     | 22     | 22     | 22     |

| Statystyki        | Statystyki |
| ----------------- | ---------- |
| Starty            | 6          |
| Zwycięstwa        | 0          |
| Miejsca na podium | 0          |
| Finalista         | 1          |
| Punkty            | 53         |

## Starty w lidze (szczegółowo)

### Liga polska
| Sezon | Liga       | Klub                  | Miejsce | Mecze | Biegi | Punkty | Bonusy | Razem | Śr. bieg.   | Śr. mecz. |
| ----- | ---------- | --------------------- | ------- | ----- | ----- | ------ | ------ | ----- | ----------- | --------- |
| 2018  | Ekstraliga | Włókniarz Częstochowa | 4.      | 3     | 8     | 1      | 0      | 1     | 0,125 (nsk) | 0,33      |
| 2019  | 2. liga    | Wilki Krosno (gość)   | 4.      | 11    | 47    | 64     | 7      | 71    | 1,511 (30.) | 5,82      |
| 2020  | Ekstraliga | Włókniarz Częstochowa | 5.      | 13    | 35    | 32     | 7      | 39    | 1,114 (45.) | 2,46      |
| 2021  | Ekstraliga | Włókniarz Częstochowa | 5.      | 14    | 36    | 46     | 15     | 61    | 1,694 (25.) | 3,83      |
| 2021  | 2. liga    | Kolejarz Opole (gość) | 2.      | 7     | 27    | 52     | 0      | 52    | 1,926 (nsk) | 7,43      |
| 2022  | Ekstraliga | Włókniarz Częstochowa | 3.      | 20    | 78    | 90     | 24     | 114   | 1,462 (36.) | 4,5       |
| 2023  | Ekstraliga | Cellfast Wilki Krosno | 8.      | 13    | 27    | 14     | 2      | 16    | 0,593 (nsk) | 1,077     |